# 医家
医家，学术学派，诸子百家之一，代表人物为仓公、扁鹊。
有时医家被归入方技家，后者于先秦至汉初成形，主要研究养生和医药。《汉书·艺文志》将方技家分为“医经”、“经方”、“神仙”、“房中”四大派。方技家是以医学为理论基础，但研究范围宽于医学，包括医家与方士。而房中、神仙二家后世多归入道家。